# Уэйкфилд (Квебек)

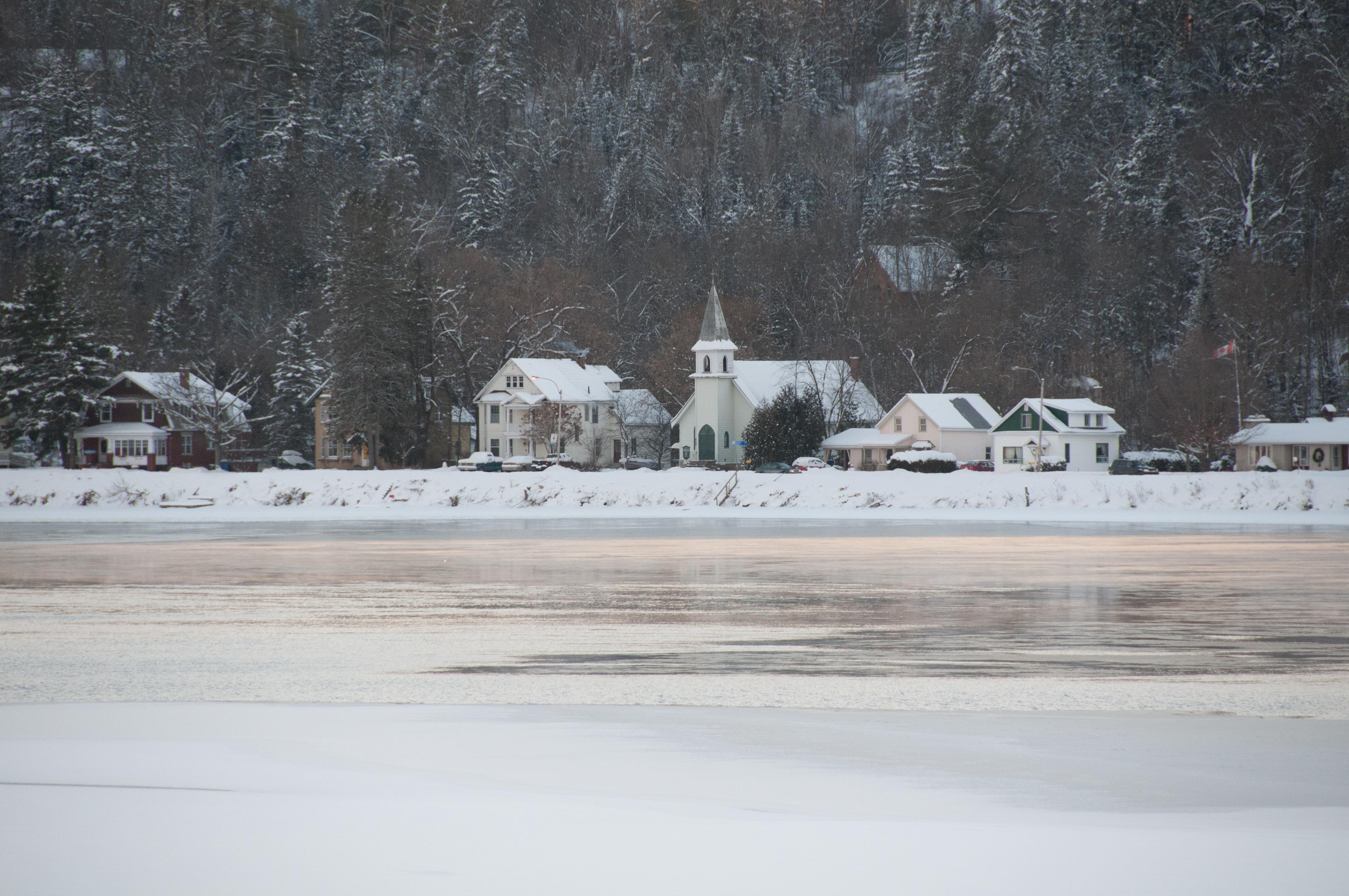
Уэйкфилд зимой

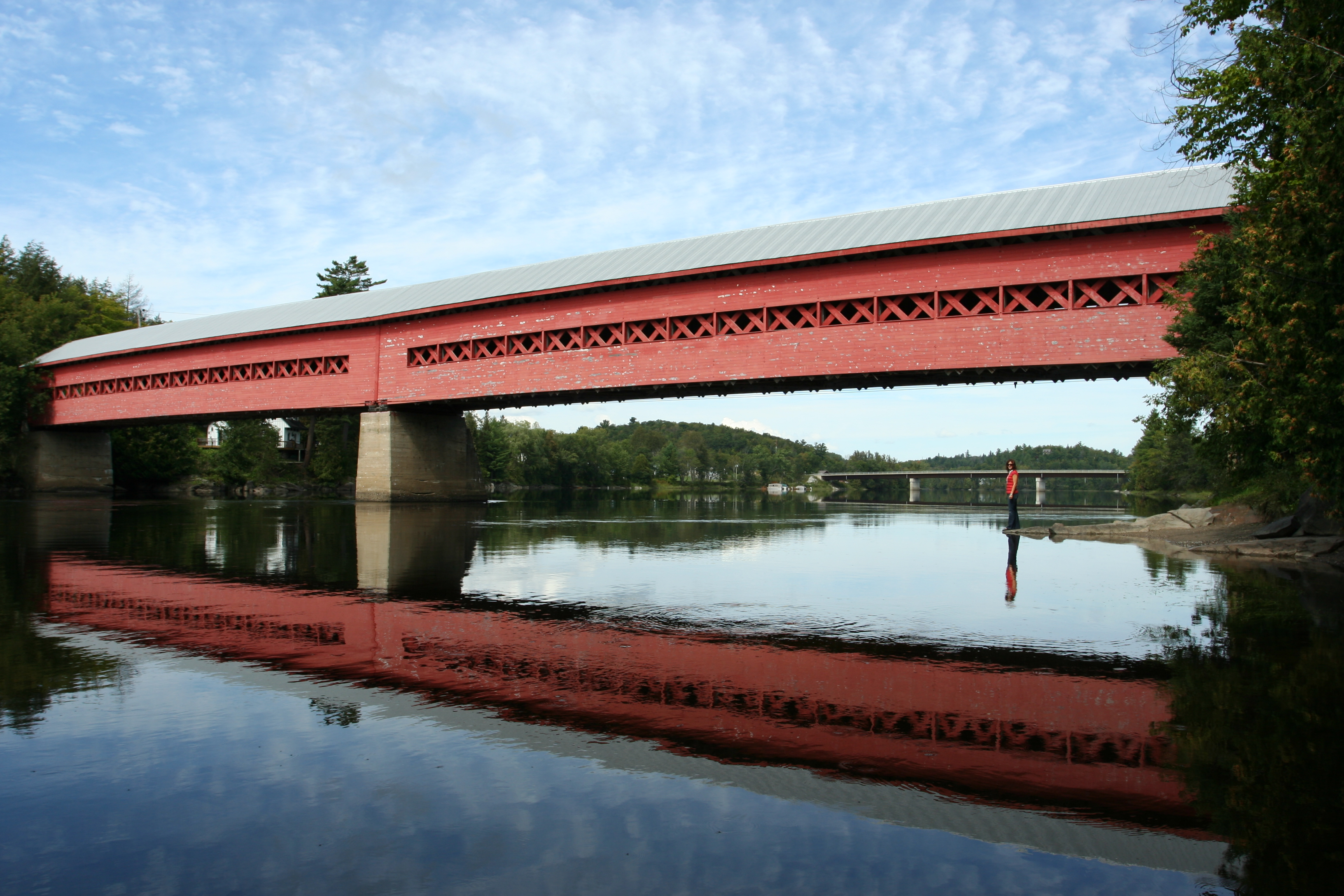
Крытый мост

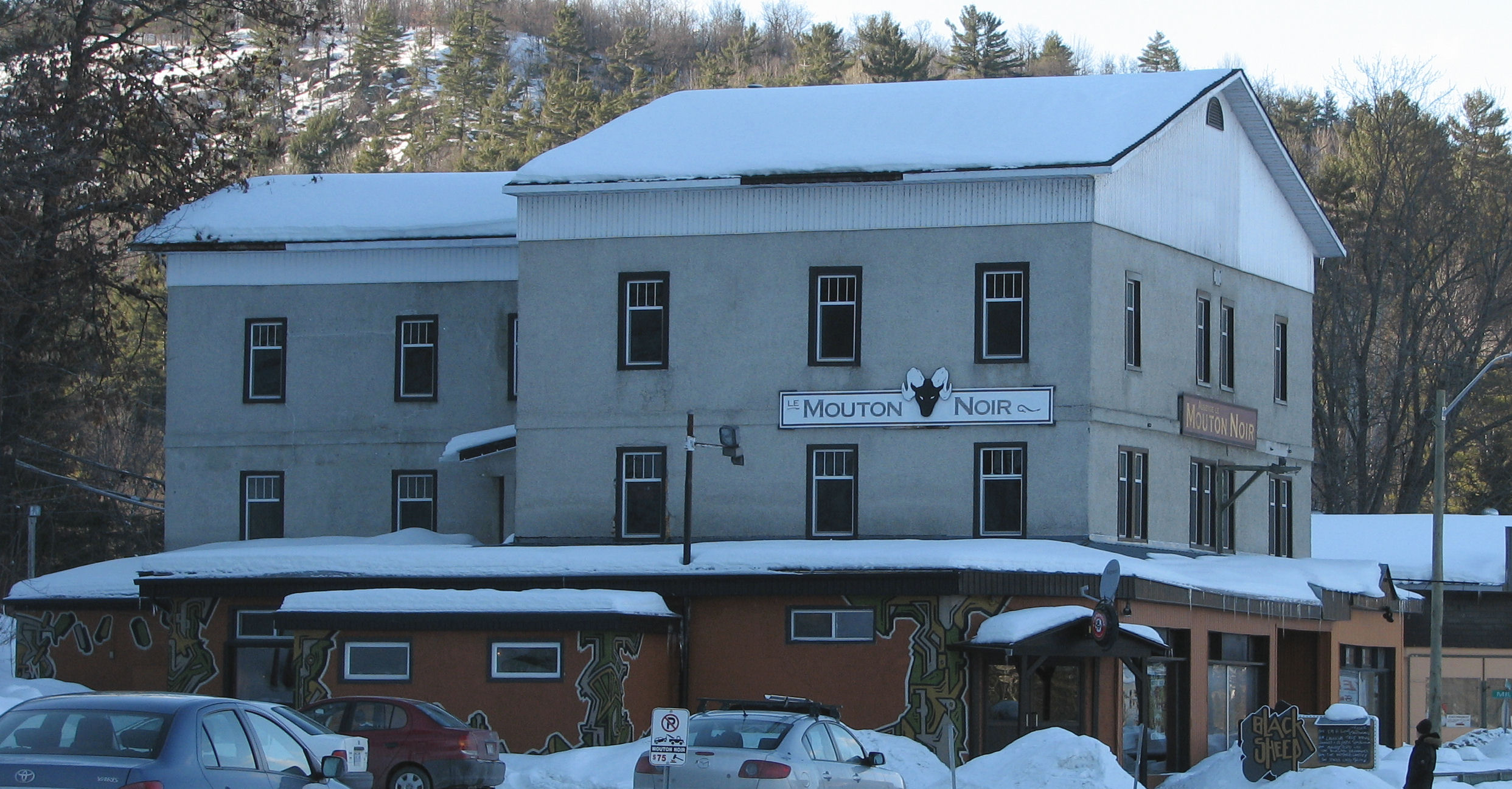
Таверна «Чёрная овца» (Black Sheep Inn / Le Mouton Noir)

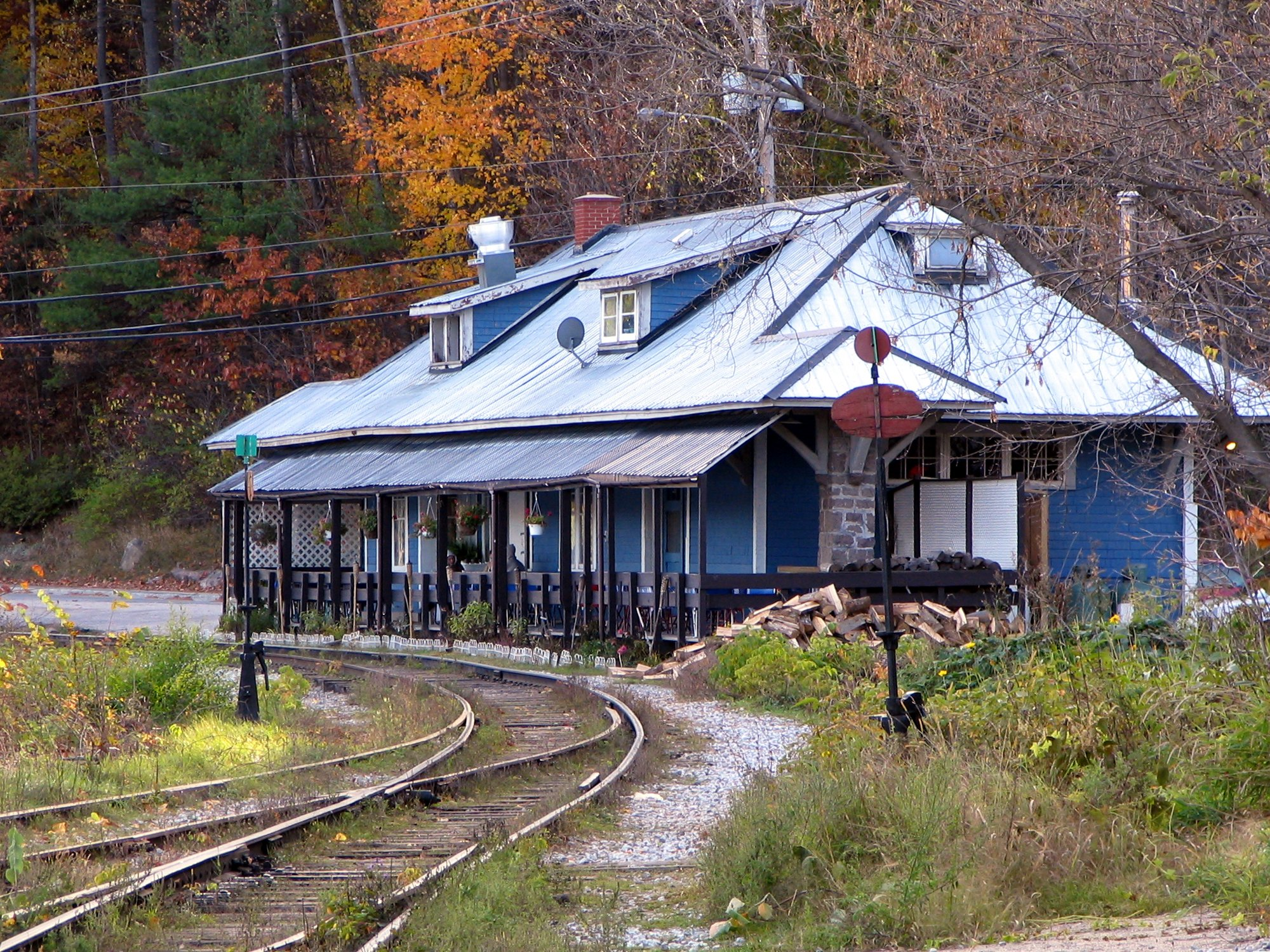
Кафе «Pot-au-feu» в помещении старого вокзала.

Уэйкфилд, фр. Wakefield — посёлок на западном берегу реки Гатино в месте впадения реки Ла-Пеш. Расположен на южной окраине муниципалитета Ла-Пеш в округе Утауэ канадской провинции Квебек. Находится примерно в 20 минутах автомобильной езды от канадской столицы г. Оттава на север по Квебекскому шоссе 5 — 105—366.
Был основан в 1830 г. британскими поселенцами (ирландского, шотландского и английского происхождения) и назван в честь города Уэйкфилд в графстве Уэст-Йоркшир, Англия.
Основным источником доходов посёлка является туризм. В дополнение к живописному ландшафту, к местным достопримечательностям относятся крытый мост через реку Гатино, мельница Макларена (1838), названная в честь семейства местных магнатов Макларенов, владевших многими предприятиями в окрестностях Гатино до начала 20 века. В таверне «Черная овца» находятся гостиница и спа-центр. Рядом с посёлком находится въезд в Парк Гатино (en:Gatineau Park) в районе озера Филипп.
Среди местных туристских аттракционов: поездки на лошадях, лыжные трассы, снегоходы, поездки на собачьей упряжке, гольф, каноэ, каяк, водный лабиринт «Эко-Одиссея». Здесь же находится самая высокая на Американском континенте вышка-тарзанка (61 метр).
С 2011 г. в Уэйкфилде проводится марафон Wakefield Covered Bridge Run для сбора средств на продвижение здорового образа жизни.
Посёлок популярен среди местной богемы: в нём имеется множество небольших кафе, пабов и галерей искусств.
В посёлке имеются больница, начальная школа, полицейский участок и библиотека. Выходит еженедельная региональная газета на английском языке The Low Down to Hull and Back News.
В Уэйкфилде на Кладбище Макларенов похоронен бывший премьер-министр Канады Лестер Пирсон.